# اروین کاتلر
اِروین کاتلر (به انگلیسی: Irwin Cotler؛ زادهٔ ۸ مهٔ ۱۹۴۰) وکیل، سیاستمدار، فعال حقوق بشر و استاد دانشگاه اهل کانادا است. او از سال ۱۹۹۹ تا ۲۰۱۵ عضو مجلس عوام کانادا بود. کاتلر از سال ۲۰۰۳ تا سال ۲۰۰۶ که دولت لیبرال پل مارتین در پی انتخابات فدرال ۲۰۰۶، قدرت را از دست داد وزیر دادگستری و دادستان کل کانادا بود. او برای اولین بار در انتخابات میان‌دوره‌ای نوامبر ۱۹۹۹ با کسب ۹۲ درصد آرا به مجلس عوام کانادا راه یافت.

## زندگی و تحصیلات
اِروین کاتلر فرزند یک وکیل است و در کبک، مونترآل، متولد شد. وی در سال ۱۹۶۱ مدرک کارشناسی خود در رشته حقوق را از دانشگاه مک‌گیل اخذ کرد. او سردبیر مجله حقوق مک‌گیل بود. او سپس از مدرسه حقوق ییل مدرک ال.ال. ام دریافت کرد. کاتلر در گذشته رئیس کنگره یهودیان کانادا بوده است. کاتلر برای مدتی با وزیر دادگستری فدرال، جان ترنر کار کرد.

## حقوق بشر
کاتلر در کمیته دائم امور خارجه و کمیته فرعی حقوق بشر و توسعه بین‌المللی و نیز کمیته دائمی عدالت و حقوق بشر فعالیت داشته است. در سال ۲۰۰۰، او به سمت مشاور ویژه وزیر امور خارجه در دیوان کیفری بین‌المللی منصوب شد. او همچنین عضو افتخاری بنیاد بین‌المللی رائول والنبرگ است.
کاتلر با انتشار گزارشی خواهان تحریم وزرا، قضات، دادستان‌ها و رؤسای زندان‌ها در ایران شد. قانونگذاران نزدیک به نخست‌وزیر از حزب لیبرال حاکم و دو حزب عمده رقیب، در درخواست اعمال قانون تحریم مگنیتسکی، کاتلر را همراهی می‌کردند.

## توطئه ترور
روزنامه «گلوب اند میل» کانادا ۲۸ آبان ۱۴۰۳ گزارش داد دولت کانادا توطئه نظام جمهوری اسلامی ایران برای ترور ایروین کاتلر را خنثی کرده است. این گزارش افزود که کاتلر در اواخر اکتبر ۲۰۲۴ اطلاع یافت که با تهدید قریب‌الوقوع ترور از سوی عوامل حکومت ایران مواجه خواهد شد.

## منابع

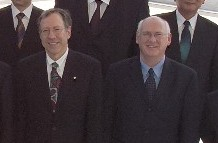
اروین کاتلر (چپ) (مه۱۱, ۲۰۰۴, واشینگتن دی. سی.)